# Zoran Ferić
Zoran Ferić (* 1961 in Zagreb, Jugoslawien, heute Kroatien) ist ein kroatischer Autor und Journalist.

## Leben
Feriċ besuchte die Schule in Zagreb und schloss sein Studium der Kroatistik an der Philosophischen Fakultät der Universität Zagreb ab. Seit Mitte der 1990er Jahre hat er verschiedene Romane und Kurzgeschichten veröffentlicht. Er ist Kolumnist bei der kroatischen Zeitschrift Nacional und war in der Vergangenheit auch für das 3. Radioprogramm der kroatischen Rundfunk- und Fernsehgesellschaft Hrvatska Radiotelevizija tätig. Er unterrichtet Kroatisch am XVIII. Gymnasium in Zagreb.

## Ehrungen und Auszeichnungen
- 2000: Ksaver-Šandor-Gjalski-Preis
- 2001: Preis der Tageszeitung Jutarnji list (Morgenzeitung)
- 2012: Kroatischer Buchpreis Kiklop.

## Veröffentlichungen
- 1996: Mišolovka Walta Disneya.
  - 1999: deutsch: Walt Disneys Mausefalle: zehn Erzählungen. Folio Verlag, Wien/Bozen, ISBN 3-85256-085-3.
- 2000: Anđeo u ofsajdu.
  - 2000: deutsch: Engel im Abseits: zehn Erzählungen. Folio Verlag, Wien/Bozen, ISBN 3-85256-143-4.
- 2002: Smrt djevojčice sa žigicama.
  - 2003: deutsch: Der Tod des Mädchens mit den Schwefelhölzchen, Roman. Folio Verlag, Wien/Bozen, ISBN 3-85256-233-3.
- 2003: Otpusno pismo (Kündigungsbrief).
- 2005: Djeca Patrasa.
  - 2006: deutsch: Die Kinder von Patras, Roman. Folio Verlag, Wien/Bozen, ISBN 978-3-85256-343-5.
- 2007: Simetrija čuda: Sabrana proza, (Die Symmetrie des Wunders). Profil, Zagreb, ISBN 978-9531202718.
- 2011: Kalendar Maja, (Der Kalender der Maya).
  - 2012: deutsch: Das Alter kam am 23. Mai gegen 11 Uhr, übersetzt von Klaus Detlef Olof. Folio Verlag, Wien/Bozen, ISBN 978-3-85256-609-2.[2]
- 2015: Na osami blizu mora. V.B.Z., Zagreb, ISBN 978-953-304-752-2.
  - 2017: deutsch: In der Einsamkeit nahe dem Meer, übersetzt von Klaus Detlef Olof. Folio Verlag, Wien/Bozen, ISBN 978-3-85256-719-8.